# Core (astronomia)
Core, o Giove XLIX, è un satellite naturale irregolare del pianeta Giove.

## Scoperta
È stato scoperto nel 2003  da una squadra di astronomi dell'Università delle Hawaii guidata da Scott Sheppard ed è stato battezzato nel 2007 con uno degli epiteti (Kore, dal greco Κόρη) utilizzato per indicare la figura di Persefone, nella mitologia greca. Il satellite era in precedenza noto attraverso la designazione provvisoria S/2003 J 14.

## Parametri orbitali
Core è caratterizzato da un movimento retrogrado ed appartiene al gruppo di Pasifae, composto da satelliti retrogradi ed irregolari che orbitano attorno a Giove a una distanza compresa fra 22,8 e 24,1 milioni di chilometri, con una inclinazione orbitale variabile fra 144,5° e 158,3° e una eccentricità compresa tra 0,25 e 0,43.
Orbita intorno a Giove a una distanza media di 23,239 milioni di km e costituisce il satellite più lontano dal pianeta. L'orbita ha un'inclinazione di 141° rispetto all'eclittica e 139° rispetto all'equatore gioviano, un'eccentricità di 0,2462 e viene percorsa in 723,72 giorni.

I satelliti irregolari di Giove. Il gruppo di Pasifae è a centro-sinistra.
Inclinazione dei membri del gruppo di Pasifae in funzione del semiasse maggiore.

## Parametri fisici
Le notizie relative ai parametri fisici sono al momento ancora scarse. Ha una magnitudine di 16,7 e il suo diametro viene stimato in circa 1,7 km.